# Maruti Eeco
 (novembre 2017).
Si vous disposez d'ouvrages ou d'articles de référence ou si vous connaissez des sites web de qualité traitant du thème abordé ici, merci de compléter l'article en donnant les références utiles à sa vérifiabilité et en les liant à la section « Notes et références ».
Le Maruti Eeco est un véhicule utilitaire vendu en Inde. Il dérive du Suzuki Every Wagon.